# Hanns Max Hackenberger
Hanns Max Hackenberger (geboren am 2. August 1895 in Freiberg, Sachsen; gestorben am 27. Dezember 1949 in Radebeul; eigentlich Johannes Max Hackenberger) war ein deutscher Schriftsteller und Journalist.

## Leben

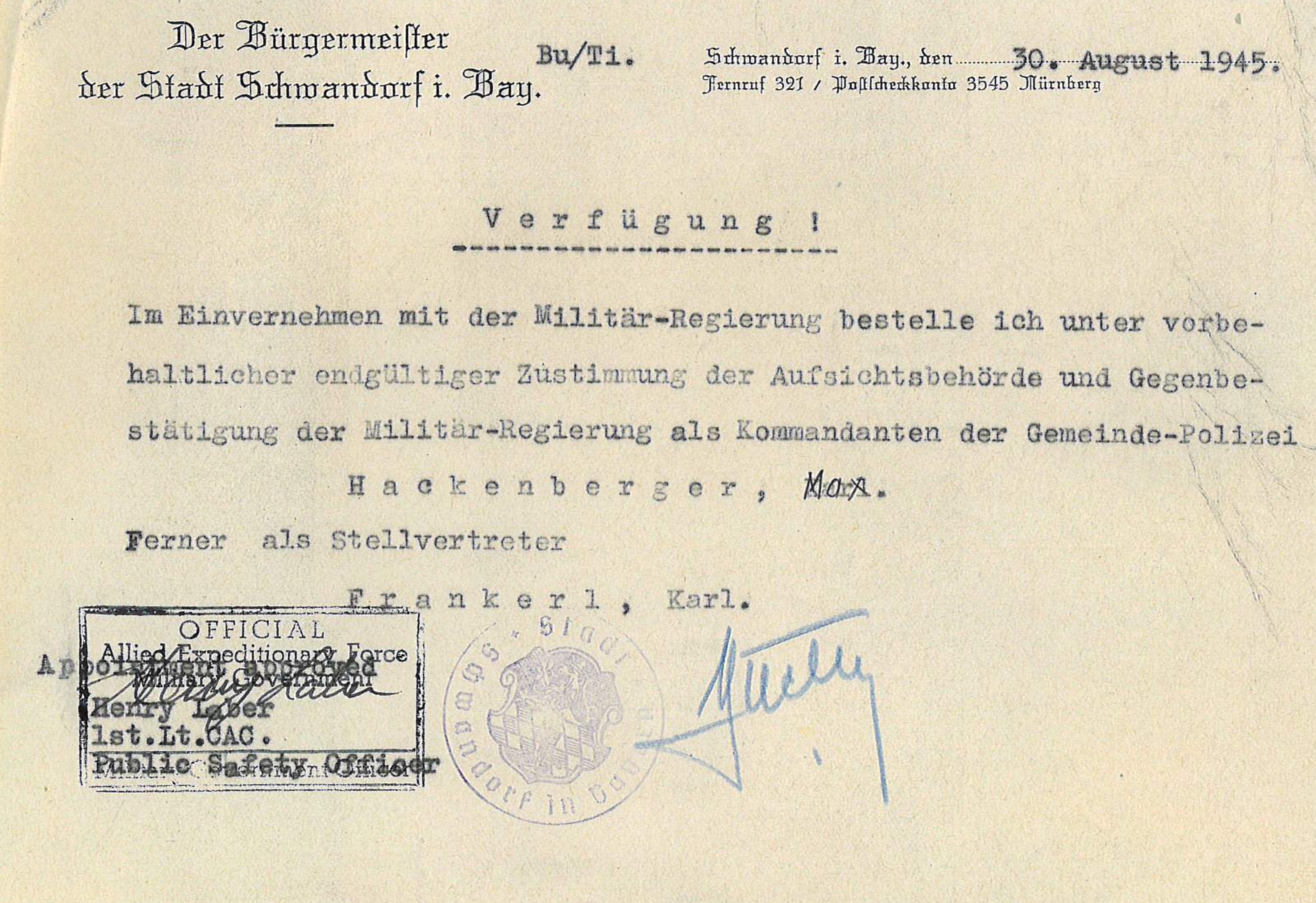
Max Hackenberger – Polizeikommandant in Schwandorf 1945

Hanns Max Hackenberger kam aus armen Verhältnissen. Seine Eltern waren Zigarrenmacher. Er nahm als 20-Jähriger am Ersten Weltkrieg teil, wurde 1916 verwundet. 1928 trat er in die SPD ein. 1932 heiratete er in Leipzig die 12 Jahre jüngere Elsbeth Charlotte Hertel. Vermutlich wegen mehrerer Fälle von Zechprellung und ausbleibender Mietzahlungen wurde Hackenberger seit 1933 polizeilich gesucht. Am 18. Oktober 1936 spürte ihn die Gestapo auf. Der Volksgerichtshof Dresden verurteilte ihn 1937 wegen „Heimtücke“ in Verbindung mit „Wirtschaftsvergehen“ zu fünf Jahren Zuchthaus. Hackenberger wurde zunächst in Waldheim (Sachsen), anschließend in den Konzentrationslagern Buchenwald, Groß-Rosen und Hersbruck untergebracht. Während der Haft entstanden Tagebuchaufzeichnungen und Gedichte wie zum Beispiel Die klagenden Tage. Verse aus dem Dunkel (1938).
Nach dem Zweiten Weltkrieg 1945 wurde Hanns Max Hackenberger ein halbes Jahr lang Polizeikommandant der Stadt Schwandorf. 1946 kam er wieder in Haft, wenn auch nur kurz: Er hatte einen Dienstwagen unerlaubt in Uniform benutzt. In diesem Jahr begann er seine kurze publizistische Tätigkeit. Er schrieb zunächst in Zeitungen der amerikanischen Besatzungszone in Bayern, später in der sowjetischen Besatzungszone. 1947 trat er in den Schutzverband Deutscher Autoren ein. Hackenberger gehörte zu den Feuilleton-Autoren der Neuen Zeit. Ein typisches Textzitat aus einem Artikel über Die Stunde vor dem Einschlafen, erschienen in der Neuen Zeit vom 9. August 1949:
„Ist nach deiner Meinung der ganze Tag es wieder einmal nicht wert, daß man ihn gelebt habe, die Stunde vor dem Einschlafen amnestiert großzügigst seine Unzulänglichkeiten e tutti quanti. Sie kippt das Sammelsurium aller Vor- und Winkelzüge, den Menschen, um genau 90 Grad aus der Lotrechten in die Horizontale; läßt er sich nun nicht von Drübermietern und Dachsparren behindern, könnte er jetzt in den Himmel, in ein paar Sterne oder auch in den Mond gucken. Günstig bietet sie ihm die Gelegenheit, sich mit wohligem Seufzer nach der Decke zu strecken, sofern er mit wem unter keiner steckt. Tagsüber sich ihrer Besitztümer gewiß, huscht in der Stunde vorm Einschlafen gern eine Hand nach ihnen, und diese ebenso besinnliche wie sinnenfreudige Stunde überläßt die Verantwortung für das Nachtasten einer zweiten ihrem Besitzer selber. Und hat sie nicht auch ihre physikalische Bedeutung, diese Stunde vorm Einschlafen, in der sich der Mensch, freilich durch Gänse- und Sprungfedern gehemmt, dem Fallgesetz preiszugeben hat? Sie ist nun einmal der Beichtstuhl koketter Geheimnisse ebensowohl als auch das Loch im Zaun der Prüderie, durch das sich die tagsüber im Hellen versteckt gehaltenen Wünsche wie neugeborene Kätzchen tapfer hineinfallen lassen. Allerdings: wer diese Stunde mit überdosierter Droge betäubt, entwertet ihre Möglichkelten und ist ein Dummkopf.“
Der in der Oberlößnitzer Eduard-Bilz-Straße 35 wohnende Hanns Max Hackenberger starb 1949 im Stadtkrankenhaus Radebeul an einer Miliartuberkulose.

## Weiterführende Links
- Hackenberger in der Deutschen Nationalbibliothek
- über Hackenberger, im Neuen Deutschland 1949
- Nachlass von Hanns Max Hackenberger in der Sächsischen Landesbibliothek – Staats- und Universitätsbibliothek Dresden